# セーレン・エゲロッド
セーレン・クリスチャン・エゲロッド（Søren Christian Egerod、1923年7月8日 – 1995年4月21日）は、デンマークの言語学者。
中国語・タイ語をはじめとする東アジア・東南アジアのさまざまな言語・方言の研究で知られる。中国名は易家楽（Yì Jiālè）。

## 生涯と業績
エゲロッドは高校時代からサンスクリットを学び、コペンハーゲン大学でルイス・イェルムスレウを師として、ギリシア語・ラテン語・フランス語・言語学を修めた。1945年から1年間、フランスの政府奨学金を得て東洋言語研究所（現在のフランス国立東洋言語文化研究所）でポール・ドミエヴィルに学んだ。その後ストックホルム大学でベルンハルド・カールグレンに中国学を学び、ウプサラ大学で1948年にギリシア語とサンスクリット語で学位を得た。
中国語を研究するためにロックフェラー財団の奨学金を得て、隆都方言（広東省中山市の一部で話される孤立した閩語の一種）を2年間研究した後、カリフォルニア大学バークレイ校で趙元任に中国語方言学を学んだ。1952年に中国語でウプサラ大学の修士の学位を得た後、カリフォルニア大学バークレイ校の助手として、マリー・ハースによるタイ語辞典の編纂を手伝った。1956年にはコペンハーゲン大学の博士の学位を得た。学位論文は「The Lungtu Dialect」（隆都方言）であった。
1959年にコペンハーゲン大学の東アジア言語の教授になった。
1974年に『ブリタニカ百科事典』のシナ・チベット語族の項を執筆している。
論文「Far Eastern Languages」は1977年に行なった講義を元に改良を加えたもので、極東の言語全体を概観し、文法や語彙に関する比較言語学的および類型論的関係の双方を示したものである。この論文でエゲロッドは東アジアの言語を類型によって北方多音節言語・単音節声調言語・南方多音節言語の3つに大別し、中国語は単音節声調言語であるが北方中国語と南方中国語に分けられ、北方中国語は多音節化の過程にあるとした。また南方多音節言語のうち単音節声調言語化したものがベトナム語・タイ語・ミャオ・ヤオ語族であるとした。一方チベット・ビルマ語族は類型的にインド・ヨーロッパ語族に結びつけられるとした。北方多音節言語のうち日本語・朝鮮語に母音調和がなく、かわりに高低アクセントが発達したのは中国語の影響によるものとしている。
1980年にアタヤル語辞典を出版した。
エゲロッドはダンネブロ勲章を叙勲され、1979年にルンド大学の名誉博士の学位を得た。デンマーク王立科学芸術アカデミー・ノルウェー科学アカデミー・スウェーデン王立科学アカデミーのメンバーであった。